# Merci Patron !
Pour les articles homonymes, voir Merci Patron.
Pour plus de détails, voir Fiche technique et Distribution.
Merci Patron ! est un documentaire satirique français réalisé par François Ruffin, sorti le 24 février 2016.
« Comédie documentaire », le film montre le parcours de François Ruffin pour porter auprès de Bernard Arnault la voix de la famille Klur dont le père et la mère ont été licenciés de l'entreprise Ecce, sous-traitant du groupe LVMH, à la suite d'une délocalisation de la production. Le style du documentaire a été comparé à celui du réalisateur américain Michael Moore.
Il sort en salles à l'époque des débats autour de la « Loi travail » de Myriam El Khomri, source de nombreuses grèves et manifestations, dont le mouvement social Nuit debout. En quatre mois de diffusion, le documentaire atteint les 500 000 entrées en salle. La critique est globalement favorable, malgré certaines « pressions » exercées par le groupe LVMH dans un des journaux qu'il possède.
Lors de la 42e cérémonie des César en février 2017, le film remporte le César du meilleur film documentaire.

## Synopsis
François Ruffin est un fan absolu de Bernard Arnault. Qu'importent les services de sécurité qui l'empêchent de rencontrer son idole, ou l'hostilité d'anciens employés licenciés, François va déborder d'ingéniosité pour rétablir le dialogue et partager avec tous sa passion pour le PDG de LVMH.
Sur sa route il croise Jocelyne et Serge Klur, pour qui rien ne va plus : leur usine fabriquait des costumes Kenzo pour le groupe LVMH, à Poix-du-Nord, près de Valenciennes, mais elle a été délocalisée en Pologne. Depuis lors, le couple est au chômage, criblé de dettes et sur le point de voir sa maison saisie par un huissier.
Mais François Ruffin est confiant et décidé à les sauver. Entouré d’un inspecteur des impôts belge, d’une bonne sœur rouge, de la déléguée CGT, et d’ex‑vendeurs à la Samaritaine, il tentera de porter le cas Klur à l’assemblée générale de LVMH, bien décidé à toucher le cœur de son PDG, Bernard Arnault. Puis les protagonistes useront de surprenants stratagèmes.

## Fiche technique
Sauf indication contraire, les informations mentionnées dans cette section peuvent être confirmées par la base de données cinématographiques IMDb,  présente dans la section « Liens externes ».
- Titre original : Merci Patron !
- Réalisation : François Ruffin
- Image et son : Les Mutins de Pangée, Olivier Azam, Laure Guillot
- Montage : Cécile Dubois
- Coproduction : Édouard Mauriat, Anne-Cécile Berthomeau, Johanna Silva
- Sociétés de production : Mille et une productions, Les Quatre Cents Clous
- Société de distribution : Jour2fête
- Budget : 150 000 €
- Pays :  France
- Langue : français
- Format : Couleur
- Genre : documentaire, comédie
- Durée : 83 minutes
- Date de sortie :
  - France : 1er février 2016 (avant-première à Montpellier), 24 février 2016
  - Espagne : 4 novembre 2016
  - Suisse romande : 22 juin 2016
  - Hong Kong : 8 décembre 2016
  - Italie : 1er mai 2017

## Intervenants
Les personnes intervenant à l'écran sont dans leur propre rôle :
- François Ruffin ;
- Jocelyne et Serge Klur, ouvriers au chômage ;
- Jérémy Klur, leur fils ;
- Marco Van Hees, député belge et inspecteur des impôts ;
- Bernard Arnault ;
- Marc-Antoine Jamet, homme d'affaires et politique français ;
- « Monsieur Digeon », conseiller de sécurité et employé du service d'ordre de LVMH (anonymisé), et ancien commissaire des Renseignements généraux ;
- Marie-Hélène Bourlard, ancienne déléguée CGT.

## Production
Projet refusé par le CNC, le film, qui a coûté 150 000 € — le budget moyen d'un tel documentaire se situant entre 300 000 et 500 000 € — est en partie achevé grâce à une campagne de financement participatif via Ulule recueillant plus de 21 000 euros, sur les 15 000 demandés initialement pour terminer la post-production du film.

## Autour du film

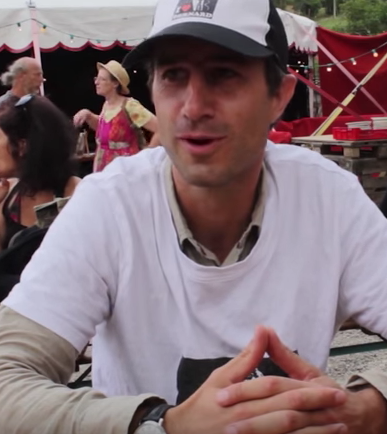
François Ruffin portant le t-shirt et la casquette du film.

Avant et jusqu'au jour de la sortie nationale du film, François Ruffin, fondateur et rédacteur en chef du journal Fakir, organise une tournée d'une trentaine d'avant-premières dans toute la France pour présenter lui-même son film. Cette promotion par le réalisateur est amplifiée par un mouvement de soutien entre autres composé d'économistes hétérodoxes (par exemple Jean Gadrey ou Frédéric Lordon), du Monde diplomatique (Serge Halimi, Benoît Bréville, Renaud Lambert, etc.), de son association de lecteurs Les Amis du Monde diplomatique, d'Acrimed, d'Attac et de divers autres mouvements militant contre le néolibéralisme.
Le film est présenté à l'ouverture du quatrième Festival international du film grolandais de Toulouse (Fifigrot) en septembre 2015.
Alors qu'il devait être l'invité de l'émission Europe 1 Social Club animée par Frédéric Taddeï le 23 février, la veille de la sortie du film, François Ruffin est informé, quelques jours avant, que sa venue est annulée car « Le sujet du film pose problème ». Devant le buzz négatif qui commence à prendre de l'ampleur, la direction d'Europe 1 décide de l'inviter, le 24 février, dans la tranche de midi animée par Jean-Michel Aphatie. Cette rencontre « houleuse » permet à François Ruffin de critiquer Arnaud Lagardère, patron de Europe 1, à l'antenne, avant de partir en laissant symboliquement derrière lui un os en plastique.
Le 10 mars 2016, une intersyndicale des journalistes du Parisien dénonce la censure exercée à leur encontre par la direction de leur journal (détenu par le groupe LVMH) visant à leur interdire d'écrire sur ce film. En novembre, c'est un encart publicitaire destiné à la promotion du DVD du film qui est annulé par le journal.
Entre 2015 et 2016, le groupe LVMH a fait espionner François Ruffin et fait suivre le journal Fakir, dont il est le rédacteur en chef,. En 2025, Bernard Squarcini, ancien patron du renseignement intérieur, est condamné à quatre ans de prison dont deux ferme pour des activités illicites, notamment au profit de LVMH dont une opération de surveillance de François Ruffin et du journal Fakir, entre 2013 et 2016 aux moments de la réalisation du film Merci patron !. Pour sa part, le groupe LVMH a conclu en 2021 une convention judiciaire d'intérêt public de 10 millions d’euros pour éviter les poursuites.
Une polémique autour du film enfle à la suite d'une procédure de licenciement engagée contre un employé du techno-centre de Renault à Guyancourt pour avoir fait la promotion du film dans un courriel adressé à des syndicalistes, hors de son bureau et hors de ses horaires de travail. L'employé est accusé de « faute grave ».
Pour plusieurs observateurs, les débats lors d'une rencontre organisée à la bourse du travail autour du documentaire participent à la genèse du mouvement « Nuit debout »,.
L'édition internationale du New York Times publie à la une du 12 avril 2016 un article sur le documentaire – « a guerrilla-style documentary » – et son réalisateur.
Lors du Festival de Cannes, les droits de distribution du film ont été vendus au Benelux, en Suisse, en Espagne et au Canada, ainsi qu'en Thaïlande.
Devenu député en 2017, et réélu en 2022, François Ruffin, qui signale à plusieurs reprises ne percevoir volontairement qu'un montant égal au SMIC sur son indemnité parlementaire, précise que les revenus générés par la diffusion de Merci Patron ! constituent une source de revenus importante pour lui, encore sept ans après la sortie du film.

## Accueil

### Réception critique
Dans la presse, malgré d'importantes pressions internes dans les médias contrôlés par LVMH, les critiques du film sont particulièrement favorables et le site Allociné relève une note moyenne de 4,1/5 sur un total de près de 20 titres nationaux, allant de 3/5 à 5/5.
Sorj Chalandon, pour Le Canard enchaîné, vante « un film tonique, vengeur, grinçant, terriblement drôle. [...] un spectacle décapant à la Michael Moore, avec l'humour en plus... ».
Dans Le Monde, pour Jacques Mandelbaum « François Ruffin signe le chef-d’œuvre du genre. L’histoire semble simplette, elle va rapidement donner le vertige ».
Dans Le Journal du dimanche, Alexis Campion  vante un film « Plaisantin plutôt que pleurnichard, fort d’une mise en scène bout de ficelle et facétieuse avec ses séquences en caméra cachée, ce documentaire en forme de satire sociale et clownesque n’y va pas de main morte. ».
Pour L'Obs, « Merci patron ! est une fête de l’esprit en même temps que le triomphe de la fraternité sur l’argent roi ».
Dans Marianne, Hervé Nathan commente « Merci patron, commencé comme un documentaire, se transforme alors en un désopilant et imprévisible Bienvenue chez les Ch'tis mâtiné de L'Arnaque. Ce film sent la frite, la bière et la solidarité : qu'est-ce-que ça fait du bien ».
Dans Télérama, Mathilde Blottière trouve que « ce pastiche de thriller sur fond de lutte des classes réussit la gageure de réenchanter l'action dans une époque aquoiboniste. Moqueur sans condescendance, joyeusement combatif, le film est un parfait dosage d'humour et de constat social. La preuve que l'engagement peut être payant... ».
Dans les Cahiers du cinéma, Camille Bui encense un film « bricolé, désinvolte, tourné dans une forme d’émulation et d’urgence politiques, [qui] se distingue du défaitisme et de l’impuissance ambiants pour faire du cinéma le moteur d’une lutte locale prête à essaimer ».
La rédaction du Point relève : « documentaire incarné et engagé, "Merci patron !" use de l'humour pour faire passer ses messages, dont la réhabilitation du combat syndical. »
Pour Damien Leblanc de Première, « le pamphlet se mue soudain en savoureux récit d’espionnage et d’infiltration et le suspense est digne de celui d’un thriller. Le réalisateur expose ses personnages au danger, mais prouve que le documentaire social, bien réel, peut s’assumer comme une savoureuse comédie de caractères ».
Dans Positif, Fabien Gaffez estime que « entre caméra cachée, provocation potache, journal "extime" et documentaire embarqué; "Merci Patron !" fait mouche ».
Dans Les Inrockuptibles, Vincent Ostria voit dans le film « à côté de la réflexion sociale réelle, irréfutable, juste, [...] une dimension jouissive en détaillant sur un mode humoristique la victoire inespérée du pot de terre contre le pot de fer ».
Dorothée Barba sur France Inter encense le film en rappelant, elle aussi, dans quelle veine il s'inscrit : « Voilà un film insolent, drôle, bigrement bien ficelé, avec un message politique assumé et un réalisateur omniprésent à l’écran : difficile de ne pas penser à Michael Moore... ».
Quant à François Morel, dans son billet, lu sur la même station, il estime que tous les acteurs interprétant leur rôle devraient rafler les palmes de Cannes tant leur jeu est réaliste : « Je ne sais pas si Serge Klur a fait le conservatoire, s’il a pris des cours chez Blanche Salan ou Jean-Laurent Cochet, s’il a plutôt suivi la méthode Stanislavski ou Strasberg mais dans le rôle  de cet homme du peuple, qui a perdu son emploi après que son entreprise a été  délocalisée en Pologne, ouvrier au bout du rouleau,  prêt à mettre le feu à sa maison dont il n’arrive pas à payer les traites, Serge Klur est quasiment aussi crédible que Vincent Lindon… ».

### Réception populaire
Le site Allociné relève une note moyenne de 4,5/5 pour les critiques spectateurs sur un total de plus de 1800 notes.

### Dans les milieux intellectuels
Le film reçoit le soutien du sociologue Jean-Pierre Garnier, de l'économiste Jean Gadrey, de l'économiste Frédéric Lordon,, des sociologues Monique et Michel Pinçon Charlot ou encore de l'ancien inspecteur du travail Gérard Filoche.

### Réaction de Bernard Arnault
Lors de l'assemblée générale du groupe LVMH qui s'est tenue le 14 avril 2016, Bernard Arnault a déclaré au sujet de ce film qu'il n'a pas vu, :

« Il est difficile de donner un avis sur le film car je ne l'ai pas vu »

« Depuis de nombreuses années, une vingtaine d'années, on est l'objet de critiques de la part de groupes d'extrême-gauche. On est habitué à ce genre de critiques. Le groupe LVMH est l'illustration, l'incarnation de ce que, pour ces observateurs d'extrême-gauche, l'économie libérale produit de pire. »

### Box-office
| Pays ou région | Box-office      | Date d'arrêt du box-office | Nombre de semaines |
| -------------- | --------------- | -------------------------- | ------------------ |
| France         | 508 342 entrées | 5 avril 2019               | 13                 |

Le documentaire, parfois qualifié de phénomène,, dépasse, un mois après sa sortie, 150 000 entrées et passe la barre des 300 000 le 14 avril 2016.
Fort d'une grande fréquentation en France, le distributeur Jour2fête a profité du Festival de Cannes 2016 pour conclure des accords de diffusion à l'étranger (Benelux, Brésil, Canada, Corée du Sud,  Espagne, Portugal, Suisse et Thaïlande) ,.
En juin 2016, le documentaire comptabilise plus de 500 000 entrées. Le 9 juin 2016, La Lettre A rapporte que « selon les calculs des producteurs et des professionnels du cinéma, les 500 000 entrées du film et la vente des droits à plusieurs pays étrangers ont rapporté quasiment un million d'euros ».
Le documentaire a rapporté 3 110 030 € de recettes en salle.

### Distinctions
Sauf indication contraire, les informations mentionnées dans cette section peuvent être confirmées par les bases de données cinématographiques IMDb et Allociné,  présentes dans la section « Liens externes ».
Merci Patron ! est récompensé comme meilleur film documentaire à la 42e cérémonie des César en 2017. François Ruffin profite de la remise du prix pour fustiger l'indifférence des médias et des politiques à l'égard des ravages sociaux provoqués en France depuis trente ans par les délocalisations industrielles. Le film est également nommé comme meilleur documentaire lors des Prix Lumières.